# Paroreomyza montana
El alauahio de Maui (Paroreomyza montana) es una especie de ave paseriforme de la familia Fringillidae. Es endémica de la isla de Maui. Está amenazado por la pérdida de hábitat.

## Subespecies
Se reconocen dos subespecies:
- P. m. montana (S. B. Wilson, 1890)
- P. m. newtoni (Rothschild, 1893)